# York (Nebraska)
York es una ciudad ubicada en el condado de York en el estado estadounidense de Nebraska. En el Censo de 2010 tenía una población de 7766 habitantes y una densidad poblacional de 519,85 personas por km².

## Geografía
York se encuentra ubicada en las coordenadas 40°52′17″N 97°35′40″O / 40.87139, -97.59444. Según la Oficina del Censo de los Estados Unidos, York tiene una superficie total de 14.94 km², de la cual 14.88 km² corresponden a tierra firme y (0.4%) 0.06 km² es agua.

## Demografía
Según el censo de 2010, había 7766 personas residiendo en York. La densidad de población era de 519,85 hab./km². De los 7766 habitantes, York estaba compuesto por el 94.86% blancos, el 0.99% eran afroamericanos, el 0.35% eran amerindios, el 0.67% eran asiáticos, el 0.05% eran isleños del Pacífico, el 1.84% eran de otras razas y el 1.24% pertenecían a dos o más razas. Del total de la población el 4.38% eran hispanos o latinos de cualquier raza.